# Cantone di Pueblo Viejo
Il cantone di Pueblo Viejo è un cantone dell'Ecuador che si trova nella provincia di Los Ríos.
Il capoluogo del cantone è Puebloviejo.